# بوينسا
بلدية بوينسا (بالإسبانية: Pollensa) هي بلدية تقع في منطقة جزر البليار شرق إسبانيا.

## الديموغرافيا
بلغ عدد سكان بلدية بوينسا 16.114 نسمة عام 2011 (وفقاً للمعهد الوطني للإحصاء الإسباني).
| 12.945 | 13.976 | 15.074 | 15.987 | 16.570 | 17.260 | 16.114 |

## معرض صور

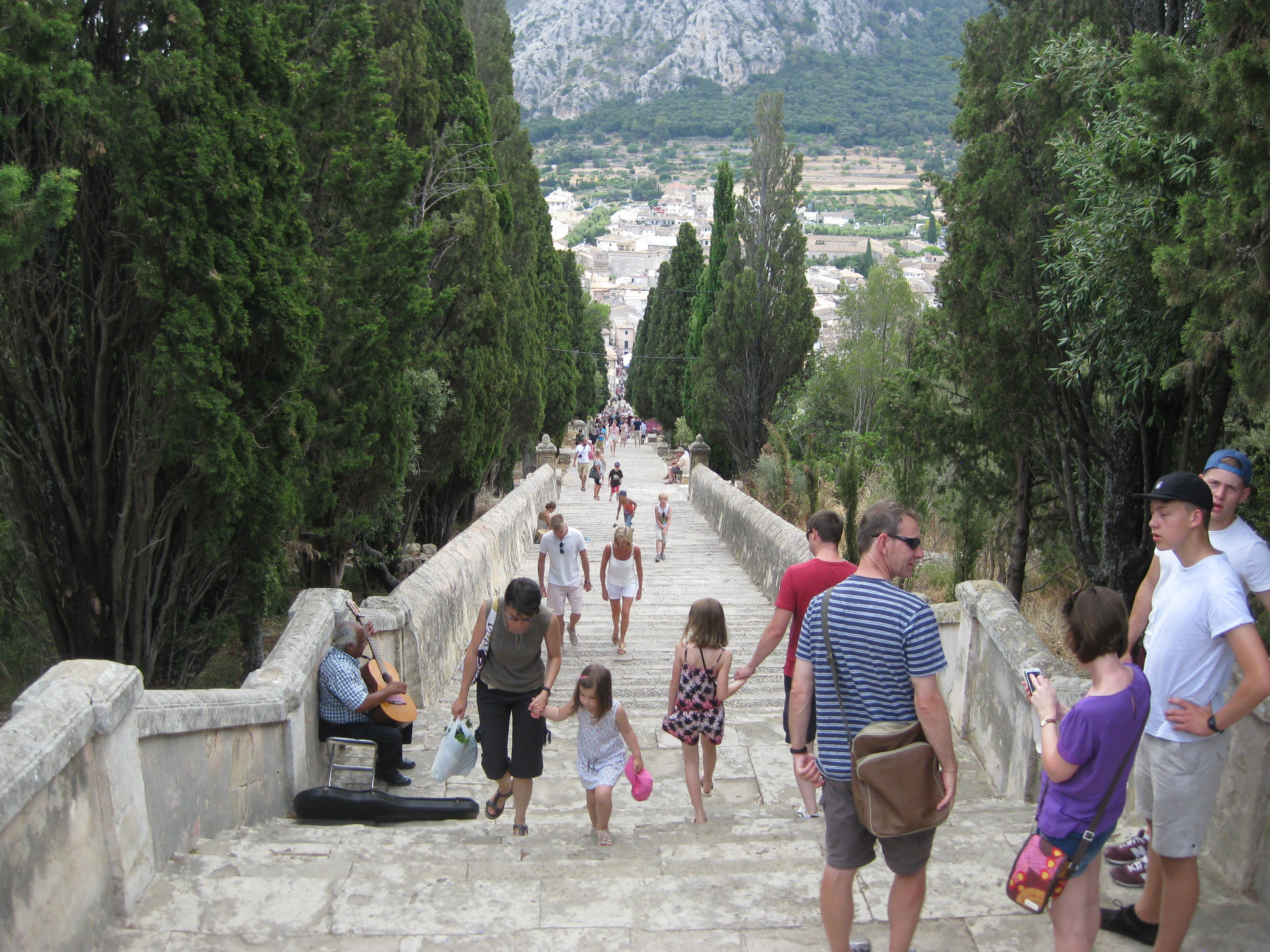
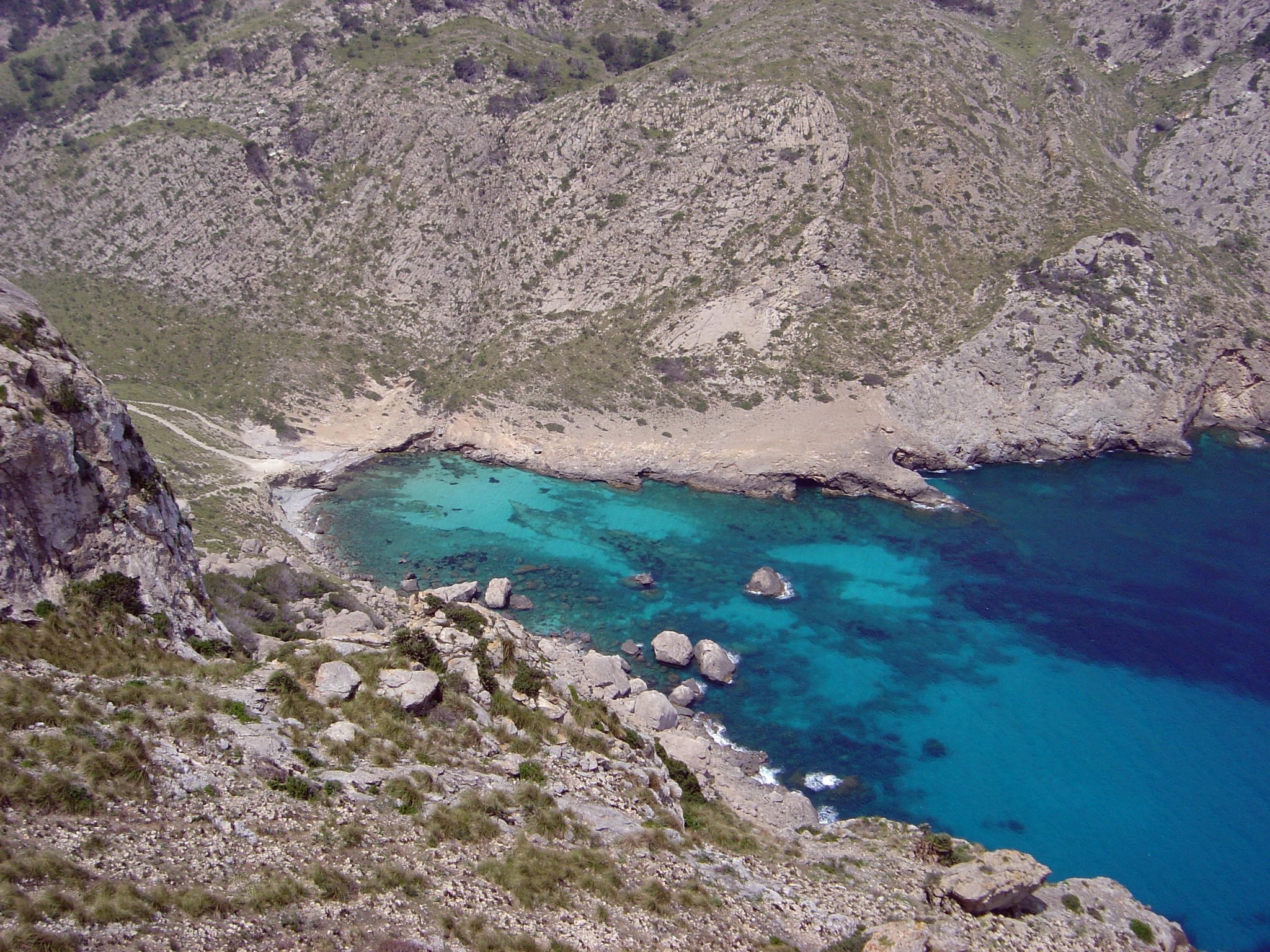
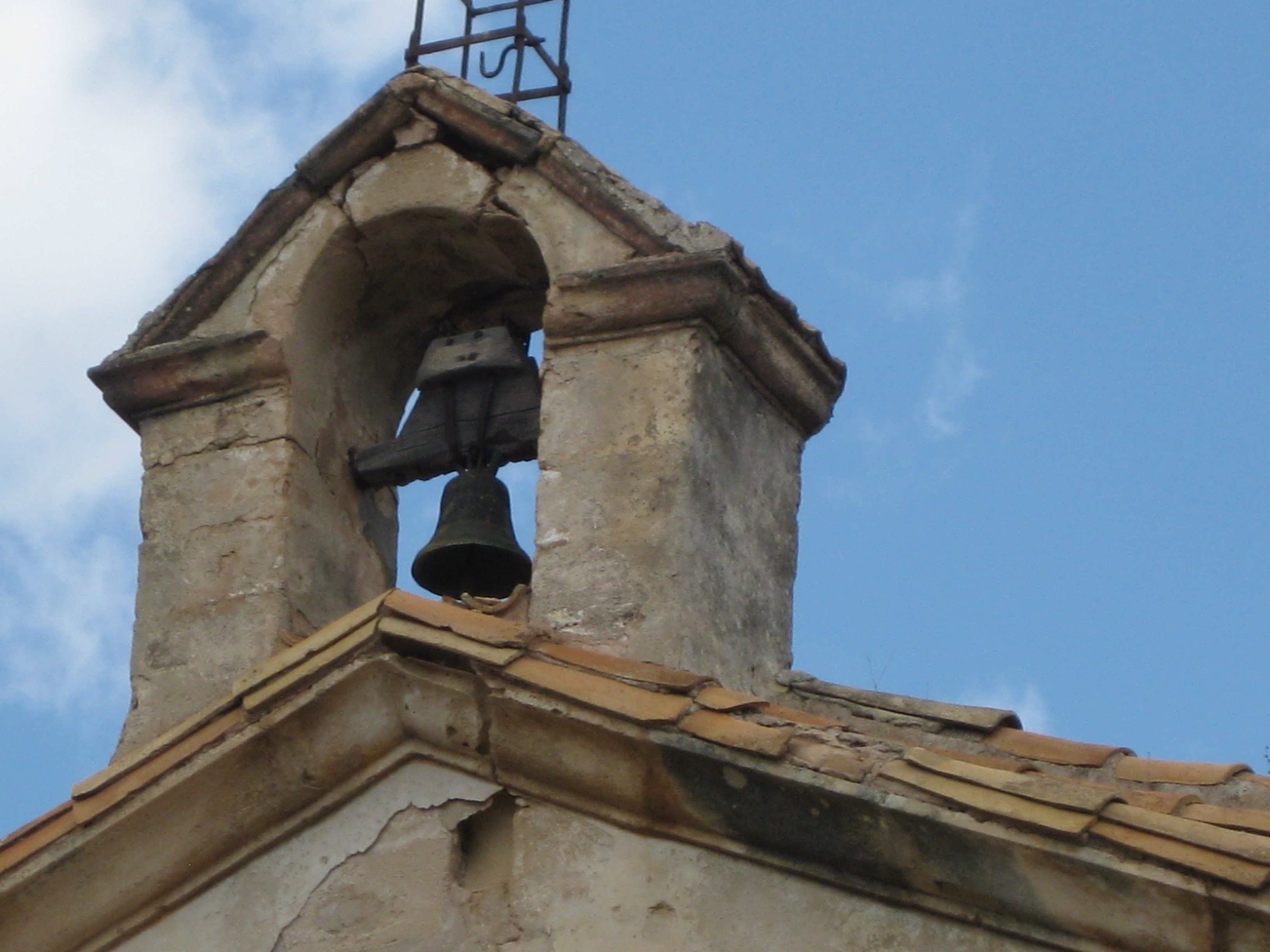

## أعلام
- ألفونسو بينافايدز